# Schlump (Roman)
Schlump. Geschichten und Abenteuer aus dem Leben des unbekannten Musketiers Emil Schulz, genannt ‚Schlump‘, von ihm selbst erzählt ist ein Roman von Hans Herbert Grimm, der die Inhumanität des Ersten Weltkriegs aus dem Blickwinkel eines Soldaten schildert. Das Werk wird als pazifistisches Buch charakterisiert. Sein Autor hat, um seine bürgerliche Existenz zu schützen, seine Autorschaft geheim gehalten.
Schlump erschien im selben Jahr wie der Antikriegsroman Im Westen nichts Neues von Erich Maria Remarque, 1928, bei Kurt Wolff in Berlin. Es gab eine amerikanische und eine englische Ausgabe unter dem Titel Schlump - The Story of an Unknown Soldier.
Der Autor, Lehrer für Französisch, Italienisch und Spanisch in Altenburg, fürchtete, seine Stellung zu verlieren, wenn seine Autorschaft bekannt würde, und veröffentlichte den Roman daher unter einem Pseudonym, das erst etwa 80 Jahre später von Volker Weidermann, Autor des Buches Das Buch der verbrannten Bücher (2008) aufgedeckt wurde. Im Nationalsozialismus durfte er nicht mehr als Lehrer arbeiten und wurde nach Beginn des Zweiten Weltkrieges eingezogen. Nach 1945 war er kurzzeitig als Dramaturg an der städtischen Bühne in Altenburg tätig und nahm sich am 7. Juni 1950 das Leben. Das Buch wurde 1933 von den Nationalsozialisten verbrannt und ist in der Liste der verbrannten Bücher 1933 enthalten.

## Einordnung
Den Titel hatte Grimm in Anlehnung an Grimmelshausens Schelmenroman Simplicissimus gewählt. Der Roman Schlump wird als antinationalistisch, unheroisch, menschenfreundlich, pazifistisch, franzosenfreundlich, humanistisch und europäisch eingestuft.

## Inhalt
Das Buch schildert die Erlebnisse des Protagonisten im Ersten Weltkrieg. Als siebzehnjähriger Kriegsfreiwilliger zieht Emil Schulz 1915 in den Krieg. In der Etappe hilft er als Kommandant eines besetzten Dorfes zunächst einem Knaben, der seinen Kopf in einem Nachttopf eingeklemmt hat, und fraternisiert mit den Franzosen. An die Front abkommandiert, verhilft er einem Vorgesetzten zu einem Tritt in einen Scheißhaufen. Grimm beschreibt die Kämpfe im Stacheldraht, die zerfetzten Leiber und das Sterben realistisch und drastisch. Ausführlicher beschreibt er aber die Auswirkungen von Wehrdienst und Kämpfen auf die Sexualmoral.

## Rezeption
Das Buch war trotz des Werbeaufwandes, den sein Verleger Kurt Wolff betrieben hatte, weitgehend unbeachtet geblieben, da gleichzeitig der Roman Im Westen nichts Neues erschienen war.

### Presse
Die englische Ausgabe wurde von John Boynton Priestley rezensiert: The best of German war books so far (excluding ‘Der Streit um den Sergeanten Grischa’).

## Ausgaben
- Hans Herbert Grimm: Schlump. Kiepenheuer & Witsch, Köln 2014, ISBN 978-3-462-04609-0.
- Emil Schulz (Pseudonym): Schlump. Geschichten und Abenteuer aus dem Leben des unbekannten Musketiers Emil Schulz, genannt ‚Schlump‘, von ihm selbst erzählt. Kurt Wolff, Berlin 1928, DNB 577413295.
  - Schlump: the story of an unknown soldier. Übersetzung ins Englische von Maurice Samuel. Secker, London 1929.